# Dunham Town
Dunham Town – wieś w Anglii, w hrabstwie ceremonialnym Wielki Manchester, w dystrykcie metropolitalnym Trafford. Leży 14 km na południowy zachód od centrum miasta Manchester.